# Dennis Holmberg
Dennis Holmberg (født 24. august 1987) er en dansk professionel fodboldspiller, der spiller for Vanløse IF, hvis primære position er på midtbanen.

## Spillerkarriere
Dennis Holmberg har tidligere spillet som junior og 1. ynglinge i Lyngby Boldklub, men kom som ynglingespiller til Brøndby IF i 2004 og blev en del af klubbens U/20-ungdomshold. Holmberg opnåede her udelukkende spilletid på klubbens reservehold i 2. division og havde ikke udsigt til spilletid på førsteholdet i Superligaen. Dette på trods af Holmberg af cheftræneren var blevet udtaget til en række Superliga-kampe og deltog i indendørsturneringen Tele2 Cup for førstehold samt Ebbe Sands afskedskamp på Brøndby Stadion mod A-landsholdet.
Efter tre år i Brøndby IF valgte Holmberg derfor i sommerpausen 2007 at underskrive en spillerkontrakt med 2. divisionsklubben Fremad Amager, hvor han hurtigt blev en del af førsteholdstruppen. Holmberg fik sin førsteholdsdebut i forbindelse med en 2. divisionskamp den 5. august 2007 på udebane i Sundby Idrætspark mod lokalrivalerne fra B 1908.

## Personlige liv
Efter sin karriere som fodboldspiller blev Dennis bartender på Toldboden og senere bestyrer på natklubben Simons. Han har i 2015 åbnet frokostcaféen Far's Dreng. Udover dette er Dennis ved at lægge sidste hånd på en kogebog indeholdende retter som piger er svært glade for. Eftersigende bliver titlen Far's Kogebog.[kilde mangler]